# 적외선천문학

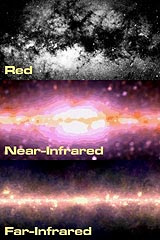

적외선 천문학(赤外線天文學, 영어: infrared astronomy)은 천문학 및 천체물리학의 한 분야로, 적외선의 파장에서 관측할 수 있는 천체를 취급한다.

## 같이 보기
- 적외선 분광법